# Master of Disguise
Cet article concerne l'album de Lizzy Borden. Pour le film de Perry Andelin Blake, voir The Master of Disguise.
Albums de Lizzy Borden
Visual Lies
(1987) Deal with the Devil
(2000)
Master of Disguise est le quatrième album studio de Lizzy Borden, sorti en 1989 sous le label Metal Blade Records.

## Liste des titres
1. Master of Disguise - 7:22
2. One False Move - 2:53
3. Love Is a Crime - 5:27
4. Sins of the Flesh - 4:34
5. Phantoms - 6:24
6. Never Too Young - 4:52
7. Be One of Us - 4:06
8. Psychodrama - 4:43
9. Waiting the Wings - 5:35
10. Roll Over and Play Dead - 4:09
11. Under the Rose - 2:45
12. We Got the Power - 4:30

### Titres Bonus
1. Vampire Kiss
2. The Orchestre

## Composition du groupe
- Lizzy Borden - chants
- David Michael-Phillips - guitare rythmique, guitare solo & Acoustique
- Ronnie Jude - guitare rythmique & Solo
- Mike Davis - basse
- Joey Scott Harges - batterie

### Autres Musiciens
- Brian Perry - basse
- Joey Vera - basse
- Mike Razzatti - guitare additionnelle
- Elliot Solomon - claviers

## Référence
1. ↑  « Critique de l'album sur Allmusic. »